# 魏时珍
魏时珍（1895年—1992年），原名嗣銮，字时珍，男，四川蓬安人，中国数学家、物理学家，曾任四川大学数学系教授。